# هینترشلنبرگ
هینترشلنبرگ (به لاتین: Hinterschellenberg) یک همسایگی و روستا در لیختن‌اشتاین است که در پلانکن واقع شده‌است.

## خصوصیات
هینترشلنبرگ ۶۲۰ متر بالاتر از سطح دریا واقع شده‌است.